# Detoxikační náplasti
Detoxikační náplasti jsou samolepicí polštářky nebo náplasti na chodidla na základě alternativní medicíny, o kterých výrobci tvrdí, že mohou výrazně zlepšit zdravotní stav. Některé tyto náplasti mohou obsahovat složky, jako je bambusový ocet, které údajně dokáží vytáhnout toxiny z těla. Kritici této metody nicméně prokázali, že se jedná o pseudovědu.

## Princip

### Aplikace
Detoxikační náplasti se aplikují na čistá chodidla, nechávají se působit přes noc (6–10 hodin). Během této doby mají náplastí mít schopnost absorbovat nežádoucí látky vylučované přes pokožku chodidel. Ráno se náplast odlepí a chodilo umyje.
Potvrzením procesu vylučování škodlivin z těla a jejich následnou absorpcí náplastí má být změna zabarvení polštářku náplastí z bílé na černou.
Délka detoxikační kúry je obvykle 30–60 dní. U velmi "znečištěného organismu" až 180 dní.
Chodidla mají být v teple, na chladné pokožce náplasti neúčinkují.
Náplasti lze lepit také na kolena, lokty, ramena, krk a oblasti pasu.

### Účinky
Užívání náplastí má údajně odstraňovat z těla toxiny, obnovovat "rovnováhu" v těle, léčit vysoký krevní tlak, depresi, zmírňovat otoky nohou, a vést ke ztrátě hmotnosti. Náplasti mají z těla odstraňovat těžké kovy, metabolické odpady, toxiny, parazity, chemikálie, celulitidu, únavu, cukrovku, artritidu, včetně chronické bolesti, migrény a fibromyalgie a má také posilovat oslabený imunitní systém.
Mechanismus účinku má vycházet z poznatků tradiční čínské medicíny, podle které je díky gravitačnímu působení množství toxinů v chodidlech vyšší než v jiných částech těla. Náplasti pak podle některých výrobců aktivují akupunkturní body na nártech a odvádí jimi z těla toxiny, podle jiných, odkazujících se na japonskou tradici, zase reflexní body na chodidlech a toxiny jsou vylučovány póry.
V některých náplastech má turmalín vytvářet slabé elektrické impulsy, které odstraňují blokace a zlepšují krevní oběh a metabolismus.
Japonská společnost Kenrico tvrdí, že jejich náplasti mají pozitivní vliv na zdraví uživatelů, a že z těla uživatele odstraňují těžké kovy. Neexistuje ale žádný důkaz, že tyto náplasti fungují. Přestože pokožka je jedním z největších orgánů, který dokáže vylučovat nežádoucí látky z těla, neexistuje žádný princip, či mechanismus, kterým by náplasti mohly zvýšit toto vylučování nad běžné hodnoty.

## Kritika

### Ve světě
Americká Food and Drug Administration (FDA) vydala 3. ledna 2008 naléhavé varování o možných nebezpečích mnoha dovážených farmaceutických látek, včetně několika značek detoxikačních náplastí.

V srpnu 2008, National Public Radio (NPR) objednalo laboratorní testy k ověření přítomnosti těžkých kovů v použitých náplastech. Ty měly být v souladu s tvrzením firmy Kinoki vyloučeny z těla uživatelů. Test však vyšel negativní, žádné těžké kovy v náplastech užitých osmi dobrovolníky nalezeny nebyly. NPR také zjistilo, že náplasti ztmavly, i když byly vystaveny pouze vlhkosti (pokapáním destilovanou vodou), včetně potu, a ne nutně proto, že absorbovaly jiné látky.

V roce 2009 Federal Trade Commission obžalovala společnost Xacta 3000 Inc. obchodující s náplastmi Kinoki z klamavé reklamy s tím, že veškerá reklamní tvrzení jsou buď nepravdivá, nebo neexistují důkazy, které by tato tvrzení podporovaly, a že obžalovaní lživě prohlašovali, že mají vědecký důkaz, že náplasti odstraňují z těla toxiny.

### V České republice
Někteří prodejci deklarují zkoušku Státním zdravotním ústavem, ústav ale testoval pouze nezávadnost náplastí a nikoli jejich účinnost.

Redaktoři České televize nechali Centrem toxikologie a zdravotní bezpečnosti Státního zdravotního ústavu provést chemickou analýzu detoxikačních náplastí Wellife. Účinnost náplastí nebyla potvrzena. Náplast, kterou použil kuřák, paradoxně obsahovala méně toxinů než náplast nepoužitá.

Podle prodejce těchto náplastí, TV Products CZ s.r.o., tento prodkut „patří do širokého okruhu výrobků z tradiční čínské medicíny. Jedná se tedy o alternativní metodu, jejíž účinnost je testována jiným způsobem než klasickým nebo zatím nebyla vědecky spolehlivě prokázána. Kromě složení, které je vždy unikátní, u těchto přípravků navíc platí "věř a víra tvá tě uzdraví"“.